# QX
QX é uma revista mensal destinada à comunidade LGBT com ênfase em estilo de vida. Situada em Estocolmo, na Suécia, pertence à editora QX Förlag AB e teve sua primeira edição publicada em 1995. Referida como a publicação mais comercializada do gênero na Escandinávia, estimava-se que sua circulação alcançasse cerca de 40 mil unidades em 2007. Anualmente, organiza uma cerimônia de premiação intitulada Gaygalan Awards, onde honra os melhores atos da indústria do entretenimento; em 2004, a celebração foi televisionada pela primeira vez através da Sveriges Television (SVT).